# Разобличител
Разобличителят (на английски: whistle-blower, в превод „надуващ свирка“) е човек, който разобличава и съобщава за предполагаема незаконна, неетична дейност или нередност в правителствена, обществена или частна организация.
Нередността може бъде квалифицирана по много начини: нарушение на закона, на корпоративните правила, на различни регулации и/или директна заплаха на обществения интерес или националната сигурност, както и измама и корупция.
Разобличителите могат да обявят информацията за нередност на вътрешен човек (вътре в организацията) или на външни лица (регулатори, полицейски органи, медия или на хора, засегнати от тези действия).
При това те често се изправят срещу репресии и отмъщение от страна на засегнатата организация или група хора, понякога от сродни организации, а понякога и от страна на закона.
Понякога трети страни, като Уикилийкс и други групи, предлагат защита на разобличителите, но тя е само частична. Разобличителите рискуват съдебно преследване, обвинение в престъпление, социално осъждане и уволнение от заеманата длъжност. Макар че в някои страни има законова защита на разобличителите, тази защита е ограничена и подчинена на много условности, като по този начин те остават уязвими за отмъщение и съдебни дела. Предприемането на действия за разобличаване става все по-сложно с напредъка на технологиите в комуникациите.
Грубо разграничение на вредите за разобличителя може да се направи според това дали информацията касае частна или обществена организация. Например в САЩ разобличаването на публична организация може да доведе до наказателно дело и затвор за извършителя, докато в случая на частен бизнес е по-вероятно той да бъде уволнен и срещу него да бъде заведено гражданско дело.
По-дълбоките въпроси и теории защо хората се решават да разобличат нередностите могат да се изследват от позициите на етиката. Въпросите за легитимността на разобличителя, моралните му убеждения и оценката за институцията, за която той информира, са част от политическата етика. Например в случая на Едуард Сноудън разобличението се изтъква като последният възможен етичен акт.

## Общ преглед

### Вътрешни
Повечето разобличители са вътрешни – докладват за нередности вътре в компанията. Един от главните въпроси е кога един човек би действал като разобличител незабавно, за да спре нередните действия, като ги докладва.
Има мнения, че хората са по-предразположени да съобщават информация за нередности, ако се осигури механизъм за осигуряване на конфиденциалност на разобличителя (Anonymous reporting mechanisms), като дори се работи по създаването на анти-корупционен стандарт, в който това е предвидено.

### Външни
Външните разобличители докладват за нередностите на външни организации или органи. В тези случаи, в зависимост от достоверността на информацията и нейния източник, разобличителите могат да се свържат с адвокат, медия, правните органи или други местни, областни или държавни организации. В някои случаи външното разобличаване се окуражава чрез парични награди.
През последните 50 години оценката за случаите на разобличения в публичния сектор се променя към положителна. Например Върховният съд на САЩ постановява, че разобличителите, които сигнализират за корупция, са защитени от отмъщение в местоработата им според Първата поправка на конституцията. Докато за частния сектор има приети мерки за защита на разобличителите, за държавните служители е трудно да се престрашат да разкрият нередности, незаконно или корупционно поведение, защото така се опълчват срещу правителството и държавата. След като стават известни множество случаи на разобличители, получили широко медийно покритие, в крайна сметка в САЩ са приети и закони за защита на държавните служители, извършили разобличения в полза на обществото. Всички държавни служители на федерално ниво могат да разкриват информация за нарушение на закона, преразходване на средства, злоупотреба с власт или съществена заплаха за обществената безопасност и здраве без страх от преследване.

### Чрез посредник
С цел запазване на самоличността на разобличителя в тайна може да се използват услугите на външна организация. Това е сравнително нова мярка и е разработена с цел предпазване на разобличителя от дискриминация. Например Whistleblowers International Network (WIN) е организация, чиято цел е да свързва разобличителите с трета страна. Нараства и предлагането и търсенето на услуги на посредници (трети страни), като разобличителят остава анонимен и за доставчика на услугата.

### Вреди
Вредите за разобличителя могат да включват индивидуални вреди, увредена репутация и обвинение в нарушаване на националната сигурност. При разкриване на самоличността на разобличителя неизменно той понася вреди. Според американския закон за класифицираната информация подлежи на глоба или затвор:
„...всеки, който съзнателно и умишлено комуникира, снабдява, предава, или по друг начин поставя на разположение класифицирана информация на неупълномощено лице, или я публикува, или използва по какъвто и да е начин в ущърб на безопасността или интереса на Съединените щати или в полза на което и да е чуждо правителство в ущърб на САЩ.“
Затова някои от разобличителите се стремят да останат анонимни. Съвременните методи за запазване в тайна на самоличността включват използването на асиметрично криптиране за комуникация, предотвратяване на проследяване на IP адреса, софтуер за анонимно споделяне на съдържание и др. Често се използва маршрутизиращата система Tor.

## Реакции
Разобличителите се разглеждат от обществото двояко: или като самоотвержени мъченици, страдащи в името на обществения интерес и заставяне на организациите да се отчитат, или като предатели, шпиони и ренегати. Трети ги обвиняват, че преследват само слава и известност или разглеждат действията им като чиста алчност (например в случаите qui tam, когато част от глобата за извършителя се присъжда на информатора).
Някои учени смятат, че разобличителите би трябвало да се възприемат предимно като водени от етически принципи въпреки препятствията и че биха били повече уважавани, ако се развият научните положения на т.нар. „етика на добродетелите“ (на английски: virtue ethics).
Възможно е много хора дори да не помислят да разобличават, не само от страх от отмъщение, но и от страх, че ще загубят връзките си на и извън работното си място.
Преследването и тормозът на евентуалните разобличители са проблем на много места. Например работещите в образованието, частния бизнес или правителството може да узнаят достатъчно рано за сериозни рискове за здравето и околната среда, но според вътрешните правила на организациите може да им бъдат наложени санкции, ако съобщят за проблемите още при възникването им. В частните компании има риск да бъдеш уволнен, да те понижат или да ти откажат повишение, защото си уведомил съответните власти. Държавните служители също са изправени пред риск, ако огласят информация за рискове за здравето и околната среда, но той е много по-малък.
Има примери за учени, които сигнализират своевременно за опасностите, но впоследствие биват тормозени, защото са разкрили неудобната истина пред обществото и властите. Също така има млади учени, които поради страх от тормоз се отказват от навлизането в определени научни области.
Въпреки наличието на законова протекция за разобличителите в някои страни, има много случаи, когато те са наказвани с уволнение, временно отстраняване от длъжност, понижаване, запориране на заплатата и/или тормоз от страна на другите работници. Например в САЩ повечето закони в защита на разобличителите допускат получаването на обезщетение, ако се докаже, че работодателят е навредил на работника. Въпреки това, много разобличители информират, че е широко разпространено мисленето „застреляй вестителя“ (на английски: shoot the messenger) и в много случаи те са застрашени от съдебно преследване.
По тази причина много частни организации формират фондации или помощни групи за защита на разобличителите, например National Whistleblowers Center в САЩ и Whistleblowers UK
В зависимост от обстоятелствата, не е необичайно разобличителите да бъдат остракирани от колегите си, дискриминирани от бъдещи работодатели или дори уволнявани от организацията, в която работят. Действията срещу разобличителите често са форма на мобинг – екстремна форма на тормоз, когато цялата група е настроена срещу един човек.

## Правна защита
Правната защита за разобличителите варира в зависимост от държавата и от това как и къде са оповестени тайните и как са предоставени и публикувани. Над дузина държави вече са приели обширни закони за разобличаването, предвиждащи механизъм за докладване и защита за хората, които извършват разобличения. Повече от 50 държави са предприели по-ограничени мерки, които са обикновено част от законодателството за борба с корупцията, за гарантирането на свобода на информацията или трудовото законодателство.

### САЩ
За да бъде един държавен служител в САЩ квалифициран като разобличител, той трябва да е убеден, че работодателят му е нарушил закона или правилата, да даде показания или започне дело по нарушението или да откаже да наруши закона. В случаите, в които разобличаването се защитава по закон, властите най-общо казано осигуряват протекция на разобличителя. Въпреки това, в решението си по делото „Garcetti v Ceballos“ (2006) Върховният съд на Съединените щати постановява, че Първата поправка (за свободата на словото) не важи спрямо държавните служители, подложени на тормоз от работодателя.
Разобличаването в Съединените щати е предмет на голям брой противоречиви закони, а правната защита варира в зависимост от предмета на информацията, понякога и от това в кой щат се извършва действието. При приемането на закона Сарбейнс-Оуксли от 2002 (на английски: Sarbanes-Oxley Act of 2002), Сенатската комисия по правосъдие заявява, че протекциите за разобличителите зависят от „законите и прищевките“ на щата. Все пак съществуват голям брой федерални и щатски закони за защита на работниците, които съобщават за нарушения, помагат на правните органи или отказват да вършат незаконни дейности.
Първият закон, приет в полза на разобличителите в САЩ, е Законът за неверните твърдения (на английски: False Claims Act) от 1863 година (потвърден през 1986 г.), който има за цел да се бори с измамите от страна на правителствените доставчици по време на Гражданската война. Той насърчава разобличителите, като им обещава процент от парите, спестени на правителството, както и защита от уволнение, предприето като отмъщение.
Друг закон, който предпазва разобличителите, е Законът Лойд-Ла Фолет (на английски: Lloyd–La Follette Act) от 1912 г. Той дава право на държавните (федералните) служители да информират Конгреса на Съединените щати. Първият правителствен закон в областта на защита на околната среда, който включва защита за разобличителите на нарушения, е Законът за чиста вода (на английски: Clean Water Act) от 1972. Подобни протекции са включени и в други федерални закони за околната среда, като: Safe Drinking Water Act (1974), Resource Conservation and Recovery Act (1976), Toxic Substances Control Act (1976), Energy Reorganization Act (1974) (през 1978 изменен с цел защита разобличителите на рискове в атомните технологии), Comprehensive Environmental Response, Compensation, and Liability Act (CERCLA) (1980) и Clean Air Act (1990). Други закони в защита на разобличителите са прокарани от агенция OSHA (виж по-долу), а Законът Сарбейнс-Оуксли предвижда защита на разобличителите на корпоративни измами.
Разследването на тормоза над разобличителите е в юрисдикцията на специална агенция „Защита на работното място и здравето“ (на английски: Office of the Whistleblower Protection Program, OSHA) към OSHA, която е подчинена на Министерство на труда. OSHA ръководи и специална „Програма за защита на разобличителите“ (на английски: Whistleblower Protection Program).
Това изобилие от закони означава, че жертвите на неправомерни действия трябва да ги познават, за да могат да се оплачат в срок в случай на тормоз пред законните власти, които да вземат мерки. Сроковете силно варират – от 10 до 300 дни. Федералните служители, които се оплакват от дискриминация, уволнение или други нарушения на гражданските права и закони имат 45 дни, в които да отправят писмено оплакване до агенцията. Работниците в авиокомпаниите и корпоративните разобличители, които докладват за измама, имат 90 дни, за да отправят оплакването си към OSHA.
Тези, които докладват на правителството на федерално ниво и станат обект на враждебни действия от страна на работодателя си, в зависимост от закона на щата имат до 6 години, за да подадат съдебен иск според Закона за неверните твърдения. В случаите qui tam, оригиналният „източник“ може да бъде възнаграден с процент от сумата, която правителството си възстанови от измамниците. Той обаче трябва да е първият, завел иск по въпроса и трябва да избегне оповестяването му докато Министерството на правосъдието на САЩ реши как да действа. Такива договори qui tam трябва да бъдат подписвани конфиденциално и да се вземат специални мерки за запазването на тайна докато федералното правителство предприеме действия.

### България
През 20023 г. в България е приет Закон за защита на лицата, подаващи сигнали, в сила от 4 май 2023 г. Той въвежда изискванията на Директива (ЕС) 2019/1937 на Европейския парламент и на Съвета от 23 октомври 2019 г. относно защитата на лицата, които подават сигнали за нарушения на правото на Съюза (OB, L 305/17 от 26 ноември 2019 г.)

### Други държави
Подобни закони има в Австралия, Канада, Индия, Ирландия, Нидерландия, Швейцария, Обединеното кралство, Ямайка, Нова Зеландия и Южна Африка. Голям брой други държави като Гана, Южна Корея и Уганда също приемат подобни закони. Такива закони се обмислят и в Кения и Руанда. Европейският съд по правата на човека отсъди през 2008 година, че разобличителите са защитени от закона за свободата на словото.
През лятото на 2016 г. Германия обявява защитата на корпоративни разобличители за „водещ приоритет“

## Известни разобличители
- Даниел Елсберг (някогашен аналитик на Държавния Департамент на САЩ, разкрил пред обществеността „Дневници на Пентагона“ (1971), от които се разбира, че президентът Линдън Джонсън нарочно е ескалирал Виетнамската война)
- Мордехай Вануну, израелски ядрен специалист, разкрил подробности по израелската ядрена програма
- Ерин Брокович, адвокатски сътрудник, разкрила замърсяване на водоизточници с хексавалентен хром
- Брадли Манинг, американски войник, предал на Уикилийкс документи на американската армия
- Едуард Сноудън, работил за ЦРУ и Агенцията за национална сигурност на САЩ, който прави публично достояние обхвата на техните тайни програми за проследяване на комуникациите по цял свят.